# Ion Moţa
Ion I. Moţa (Orăştie, 5 de julio de 1902 - Majadahonda, 13 de enero de 1937) fue un político y militar fascista rumano, miembro de la organización de Corneliu Zelea Codreanu, Legión de San Miguel Arcángel.
Nació en la región de Transilvania, hijo del sacerdote y periodista Ioan Moța (1868-1940).
Estudió Derecho en la Universidad de París (1920-1921), la Universidad de Cluj, la Universidad de Iași y la Universidad de Grenoble. Su tesis, terminada en 1932 en Grenoble, fue titulada «Seguridad jurídica en la Comunidad de las Naciones».
A finales de 1936, Ion Mota (lugarteniente de la Guardia de Hierro), y Vasile Marin (dirigente legionario de Bucarest), junto a otros líderes de nido (células de la organización fascista rumana), marcharon a España a combatir en la guerra civil española en el bando sublevado.
Ambos cayeron luchando en Majadahonda, a las afueras de Madrid, el 13 de enero de 1937, apenas quince días después de haber entrado en combate en la tercera batalla de la carretera de La Coruña. Su muerte precipitó el retorno de toda la expedición (ocho miembros en total), que regresó a Rumanía junto con los cadáveres de sus dos caídos. A su llegada a Bucarest se organizaron los multitudinarios funerales el 13 de febrero, a los que asistieron los embajadores de Alemania, del bando franquista en España, de Italia, de Japón y de Portugal.
Para conmemorar y agradecer el apoyo recibido de este grupo (hecho muy publicitado en su momento por su alcance internacional), se levantó un monumento, inaugurado el 13 de septiembre de 1970, en memoria de Ion Moţa y Vasile Marin cerca del lugar donde cayeron, en el término municipal de Majadahonda.